# نعوم (يهر)

تعديل مصدري - تعديل

نعوم هي إحدى قرى عزلة يهر بمديرية يهر التابعة لمحافظة لحج، بلغ تعداد سكانها 822 نسمة حسب تعداد اليمن لعام 2004.